# 우성버스 (부산)
우성버스(宇星-)는 부산광역시 사하구 감천로 145 (감천동)에 본사를 두고 있는 마을버스 운송 업체이고, 대표는 류승우이다.

## 본사.
부산광역시 사하구 하신중앙로 100 (신평동)

## 역사
- 1990년 : 회사설립

## 운행 노선
- 사하구 1번 : 괴정초등학교(동주대학교) - 괴정역 (시장) -괴정사거리 (국민은행), 뉴코아아울렛,삼풍아파트) - 장평중학교(감천삼거리) - 삼성여자고등학교 - 부일외국어고등학교 - 감천1동주민센터,감천사거리-수협- - 17번 버스 종점 - 감천2동 삼거리(새마을금고, 삼거리약국) - 영동아파트(감천2치안센터)- 구감 - 감정초등학교(감천문화마을,감천2동고개) - 아미산 대성사
- 사하구 1-1번 : 괴정초등학교(동주대학교) - 괴정역 (시장) -괴정사거리(국민은행), 뉴코아아울렛,삼풍아파트) - 장평중학교(감천삼거리) - 삼성여자고등학교 - 부일외국어고등학교 -감천1동주민센터- 감천사거리 -(수협) - 17번 버스 종점 - 감천2동 새마을금고 - 감천2동삼거리 -영동아파트(감천2치안센터)-구감 - 감정초등학교,감천문화마을 - 한샘슈퍼(대성사)- 대진슈퍼(아미동 감천삼거리) - 아미청년회(산복도로입구, 산상교회) - 세화어린이집(미화당슈퍼,LG전자, 아미골 공영주차장(병아리부화장)) - 아미초등학교(광성사,새아미방앗간,(아미치안센터) - 아미시장(아미치안센터)(부산대학교병원, 토성역) - 부산방사선과앞 - 충무교차로(충무동시장) - 충무동교차로 (서구청) (삼경여객)과 공동배차)
- 서구 2-2번 : 국제수산물도매시장-성진수산(모지포마을)- 동영콜드프라자 - 감천1.2.3부두- 동양글로벌냉장- 동양레미콘 - 한일냉장- 대한수산 - 감천초등학교 -원스탑페밀리-감천119안전센터- 감천사거리 - (수협) - 17번 버스 종점 - 감천2동 새마을금고 - 감천2동 삼거리 -영동아파트(감천2치안센터) - 구감- 감정초등학교.감천문화마을- - 한샘슈퍼(대성사)-대진슈퍼-(아미동 감천삼거리) - 아미청년회(산복도로입구,산상교회,미화당슈퍼,LG전자,아미골공영주차장(병아리부화장),세화어린이집) - 아미초등학교(광성사,새아미방앗간(아미치안센터) - 아미시장(아미치안센터)(부산대학교병원,토성역,부산방사선과앞) - 충무교차로(충무동시장) - 충무동교차로 (서구청) (삼경여객)과 공동배차)

국제수산물도매시장에서 대한수산구간은 출퇴근운행

### 폐선된 노선
- 사하구 1-2번 : 2008년에 폐선되었다.(현재는 서구 2-2번 마을버스가 대신 운행을 하고 있고, 지금도 운행하고 있다.)

## 보유 차량
- 자일대우버스 - BS090 로얄미디, NEW BS090
- 현대자동차 - E-카운티